# Matriu de Hilbert
En àlgebra lineal, la matriu de Hilbert, introduïda per Hilbert (1894), és una matriu quadrada que té com a elements fraccions unitàries:
{\displaystyle H_{ij}={\frac {1}{i+j-1}}.}
Per exemple, a continuació es mostra la matriu de Hilbert 5 × 5:
{\displaystyle H={\begin{bmatrix}1&{\frac {1}{2}}&{\frac {1}{3}}&{\frac {1}{4}}&{\frac {1}{5}}\\[4pt]{\frac {1}{2}}&{\frac {1}{3}}&{\frac {1}{4}}&{\frac {1}{5}}&{\frac {1}{6}}\\[4pt]{\frac {1}{3}}&{\frac {1}{4}}&{\frac {1}{5}}&{\frac {1}{6}}&{\frac {1}{7}}\\[4pt]{\frac {1}{4}}&{\frac {1}{5}}&{\frac {1}{6}}&{\frac {1}{7}}&{\frac {1}{8}}\\[4pt]{\frac {1}{5}}&{\frac {1}{6}}&{\frac {1}{7}}&{\frac {1}{8}}&{\frac {1}{9}}\end{bmatrix}}.}
Es pot derivar la matriu de Hilbert a partir de la següent integral:
{\displaystyle H_{ij}=\int _{0}^{1}x^{i+j-2}\,dx,}
és a dir, com una matriu de Gram per potències de x. Apareix en l'aproximació del mètode dels mínims quadrats de funcions arbitràries a partir de polinomis.
Les matrius de Hilbert són exemples canònics de matrius condicioinades, fet que les fa notablement difícils d'usar en computació numèrica. Per exemple, el nombre de condició de la matriu superior és d'aproximadament 4.8 · 10⁵.

## Història
Hilbert (1894) va introduir la matriu de Hilbert per estudiar la següent qüestió en teoria de l'aproximació: "Assumeixi's que I = [a, b], és un interval real. És possible trobar un polinomi no trivial P de coeficients enters, tal que la integral:
{\displaystyle \int _{a}^{b}P(x)^{2}dx}
sigui més petita que una certa fita ε > 0, arbitràriament petita?" Per respondre aquesta pregunta, Hilbert va derivar una fórmula exacta per al determinant de les matrius de Hilbert i va investigar les seves assímptotes. Va arribar a la conclusió que la resposta a aquesta pregunta és positiva si la longitud b − a de l'interval és inferior a  4.

## Propietats
La matriu de Hilbert és simètrica i definida positiva. La matriu de Hilbert és a més totalment positiva (és a dir que el determinant de tota submatriu és positiu).
La matriu de Hilbert és un exemple de matriu de Hankel, així com un exemple específic de matriu de Cauchy.
El determinant pot ser expressat en una forma tancada, com a cas especial del determinant de Cauchy. El determinant d'una matriu de Hilbert n × n és:
{\displaystyle \det(H)={{c_{n}^{\;4}} \over {c_{2n}}}}
on:
{\displaystyle c_{n}=\prod _{i=1}^{n-1}i^{n-i}=\prod _{i=1}^{n-1}i!.\,}
Hilbert ja va mencionar el fet curiós que el determinant de la matriu de Hilbert és el recíproc d'un enter (vegeu seqüència A005249 a l'OEIS) que també segueix de la identitat:
{\displaystyle {1 \over \det(H)}={{c_{2n}} \over {c_{n}^{\;4}}}=n!\cdot \prod _{i=1}^{2n-1}{i \choose [i/2]}.}
Usant la fórmula de Stirling del factorial es pot establir el següent resultat assimptòtic:
{\displaystyle \det(H)=a_{n}\,n^{-1/4}(2\pi )^{n}\,4^{-n^{2}}}
on an convergeix en la constant {\displaystyle e^{1/4}2^{1/12}A^{-3}\approx 0.6450} a mesura {\displaystyle n\rightarrow \infty }, sent A la constant de Glaisher-Kinkelin.
La matriu inversa de la matriu de Hilbert pot ser expressada en forma tancada usant coeficients binomials; els seus elements són:
{\displaystyle (H^{-1})_{ij}=(-1)^{i+j}(i+j-1){n+i-1 \choose n-j}{n+j-1 \choose n-i}{i+j-2 \choose i-1}^{2}}
on n és l'ordre de la matriu. Segueix d'aquesta exprede la matriu inversa són enters.
El nombre de condició de la matriu de Hilbert n-by-n creix en l'ordre {\displaystyle \Theta ((1+{\sqrt {2}})^{4n}/{\sqrt {n}})}.